# Майский (Тверская область)
Майский — хутор в Кувшиновском районе Тверской области. Входит в состав Сокольнического сельского поселения.

## География
Находится в центральной части Тверской области на расстоянии приблизительно 4 километра (по прямой) на юг от Кувшинова, административного центра района.

## История
До 2015 года входил в состав Васильковского сельского поселения.

## Население
Численность населения: 3 человека (русские 100 %) в 2002 году, 1 в 2010.